# Edith Day
 (mars 2024).
Pour les articles homonymes, voir Day.
Edith Day, née Edith Marie Day le 10 avril 1896 à Minneapolis dans le Minnesota aux Etats Unis et morte le 1er mai 1971 à Londres au Royaume-Uni, était une actrice et chanteuse américaine surtout connue pour ses rôles dans des comédies musicales et des opérettes de l'époque édouardienne, d'abord à Broadway puis dans le West End de Londres.

## Biographie
Née à Minneapolis, Minnesota sous le nom d' Edith Marie Day, elle fait ses débuts à Broadway dans Pom-pom en 1916, puis Follow Me la même année. Fin 1917, elle joue dans la comédie musicale Going Up (en). Le spectacle tient 351 représentations. On la voit ensuite dans trois films muets, The Grain of Dust (en) (1918), A Romance of the Air (1918) et Children Not Wanted (1920),.
En 1919, elle devient une vedette reconnue en interprétant le rôle titre dans Irene (en) à Broadway. Cinq mois après le début de sa carrière, elle est choisie pour la production londonienne à l'Empire Theatre, où elle est saluée par la critique britannique. Elle se produisit ensuite dans deux spectacles de Broadway, Orange Blossoms (en) (1922) et Wildflower (en) (1923). Elle décide de retourner à Londres où elle a connu le succès dans Irene et devient la première dame des comédies musicales du West End, y jouant dans des succès tels que Rose-Marie (en) (1925 ; 581 représentations au Théâtre de Drury Lane), The Desert Song (1927 ; 432 représentations), Show Boat (1928 ; 350 représentations) et Rio Rita (en) (1930). En 1920, elle enregistre Alice Blue Gown (en), la chanson à succès d'Irene, et elle enregistre par la suite des extraits de plusieurs de ses spectacles,.
En plus du théâtre, elle intervient à la radio et apparaît dans des théâtres de variétés. Elle prend sa retraite au début des années 1940 ; sa dernière apparition sur scène est dans Sunny River (1943). En 1960, elle revient brièvement sur scène dans Waiting in the Wings (en) de Noël Coward, puis dans la production londonienne de la comédie musicale Prendre le large de Coward au Savoy Theatre en 1962 (elle figure sur le registre du casting),.
Elle s'est mariée trois fois, d'abord avec le producteur de théâtre Carle Carleton en 1919 ; ils divorcent en 1922. L'année suivante, elle épouse l'acteur Pat Somerset avec qui elle était apparue sur scène à Londres dans Irene ; ils divorcent en 1927,. Son troisième époux Henry Horne décède avant elle. Son fils unique (fils de Pat Somerset) meurt pendant la Seconde Guerre mondiale.
Elle est décédée à Londres à l'âge de 75 ans. Anna Neagle récite un hommage lors des funérailles à St Paul's, Covent Garden.

## Héritage
Un cocktail porte son nom, à base de gin sec, de jus de pamplemousse, de sucre et d'un blanc d'œuf.